# Kirion II (patriarca di Georgia)
Kirion II, in georgiano: კირიონ II, nato Giorgi Sadzaglishvili (გიორგი საძაგლიშვილი) (Nikozi, 10 novembre 1855 – Martqopi, 27 giugno 1918), è stato un monaco cristiano e arcivescovo ortodosso georgiano.
Artefice del ritorno all'autocefalia della Chiesa ortodossa georgiana, fu il primo Catholicos Patriarca dopo la parentesi dell'Esarcato imposto dall'Impero russo nel 1811. Morto assassinato in circostanze mai chiarite, è stato canonizzato nel 2002.

## Biografia
Il futuro patriarca nacque nel villaggio georgiano di Nikozi all'interno della famiglia di un sacerdote. Dopo aver studiato presso i seminari di Tbilisi (fino al 1876) e Kiev, nel 1880 fu nominato vice ispettore del seminario di Odessa. Ritornato in Georgia nel 1883, Sadzaglishvili lavorò come insegnante presso le scuole teologiche di Gori, Kutaisi e Tbilisi. Nello stesso periodo, sotto gli pseudonimi di Sadzagelov-Iverieli, Iverieli e Nikozeli, egli pubblicò diversi lavori, sia in georgiano che in russo, relativi alla Chiesa ortodossa georgiana ed alla storia cristiana del paese. Il futuro patriarca scoprì e studiò vari manoscritti georgiani risalenti al medioevo, collezionò antiche monete georgiane, approfondì la conoscenza del folclore locale, sostenne studenti di talento e collaborò con studiosi stranieri interessati alla Georgia.
In seguito alla morte della moglie e del figlio, nel 1896, Sadzaglishvili divenne monaco, ricevendo la tonsura dall'arcivescovo Vladimir Bogojavlenskij ed assumendo il nome di Kirion. Nel 1898 fu nominato archimandrita del monastero di Kvatakhevi. Il 23 agosto 1898 fu consacrato vescovo di Alaverdi (1898-1901) alla presenza dell'esarca Flavian e di alcuni vescovi georgiani. Tra il 1901 ed il 1902 fu vescovo di Gori. All'inizio del XX secolo, nel periodo degli accesi dibattiti relativi allo status della Chiesa georgiana, Kirion si contraddistinse come un attivo propugnatore del movimento per l'autocefalia dalla Chiesa ortodossa russa, invocando il ritorno alla situazione ecclesiastica precedente all'abolizione del patriarcato avvenuta nel 1811. Per questa ragione fu allontanato dalla Georgia e trasferito prima a Kam"janec'-Podil's'kyj (Ucraina) e poi a Kaunas (Lituania). Tra il 1903 ed il 1904 ricoprì per brevissimi periodi le cariche di vescovo di Novomirgorod e vicario del governatorato di Cherson.
Nel 1908 l'esarca russo di Georgia, l'arcivescovo Nikon, fu assassino a Tbilisi. Il governo imperiale sfruttò l'occasione come pretesto per rimuovere i vescovi georgiani dalle loro posizioni. Kirion fu privato della carica vescovile e mandato a Kuriaž (Ucraina), per poi venire confinato nel monastero russo di Sanaksar. Nel 1915 poté tornare all'esercizio del ministero e fu nominato vescovo di Polack e Vicebsk. Riuscì a tornare in Georgia solo a seguito della rivoluzione di febbraio del 1917, quando in Georgia si verificò una secessione de facto dal collassante Impero russo. Tornato in patria a settembre, Kirion fu accolto come il leader spirituale della Georgia.
Già nel marzo precedente il clero georgiano aveva ripristinato l'autocefalia della propria Chiesa e Kirion fu quindi eletto Catholicos Patriarca. La cerimonia di intronizzazione ebbe luogo il 1º ottobre 1917 presso la Cattedrale di Svetitskhoveli a Mtskheta. Il Santissimo sinodo della Chiesa ortodossa russa rifiutò di riconoscere quest'atto e ciò condusse ad una rottura della comunione fra le due chiese. Il riconoscimento russo dell'autocefalia del patriarcato georgiano giungerà solo nel 1943. Durante il suo ministero, Kirion II fronteggiò l'opposizione di un gruppo di ecclesiastici che sfidavano la sua autorità. La morte del patriarca rimane tuttora un mistero. Egli fu trovato ucciso nella sua residenza nel monastero di Martqopi in data 27 giugno 1918. Fu sepolto nella cattedrale Sioni di Tbilisi.

## Culto
Il Santo sinodo della Chiesa ortodossa georgiana lo ha canonizzato il 17 ottobre 2002.